# Tommaso Padoa-Schioppa
Tommaso Padoa-Schioppa (Belluno, 23 luglio 1940 – Roma, 18 dicembre 2010) è stato un economista e banchiere italiano.
Ha fatto parte delle più alte istituzioni finanziarie italiane (Banca d'Italia) ed europee (Commissione e BCE). Convinto europeista, ha fatto parte del Comitato per lo studio dell’Unione economica e monetaria (cosidetto Comitato Delors) che ha disegnato la strada per la creazione della moneta unica. È stato infine Ministro dell'economia e delle finanze nel governo Prodi II e dirigente del Fondo Monetario Internazionale. Era fratello dello storico del diritto Antonio Padoa-Schioppa e figlio di Fabio Padoa-Schioppa.
(Tommaso Padoa-Schioppa)

## Biografia

### Famiglia e studi
Nasce il 23 luglio 1940 a Belluno, mentre la famiglia si trova in villeggiatura, figlio di Fabio Padoa-Schioppa (1911-2012), allora insegnante e più tardi amministratore delegato delle Assicurazioni Generali, e di Stella Schwarz (1911-2001). Era il terzo di quattro fratelli, tra i quali il giurista Antonio Padoa-Schioppa (1937). 
Durante la seconda guerra mondiale la famiglia visse a Canepa di Sori nel timore di essere colpita dalle persecuzioni razziali fasciste visto che la madre era di origini ebraiche.
Trascorre la giovinezza a Trieste, dove frequenta il Liceo classico Francesco Petrarca. Laureato in Economia all'Università Bocconi di Milano nel 1966, ottiene un master in economia dal Massachusetts Institute of Technology di Boston nel 1970 (dove insegnava Franco Modigliani).
È stato sottotenente di artiglieria.
È stato sposato con l'economista Fiorella Kostoris, con la quale ha avuto tre figli.
È stato il compagno della giornalista e scrittrice Barbara Spinelli.

### Nella Banca d'Italia
Padoa-Schioppa comincia la sua carriera professionale nella Brenninkmeyer per poi passare alla Banca d'Italia (1968), raggiungendo il titolo di responsabile della divisione mercati monetari del dipartimento di ricerca. Condivide il percorso in Banca d'Italia assieme a Carlo Azeglio Ciampi, e come questi si definisce keynesiano ma liberale.

### Nella Commissione europea
Dal 1979 al 1983 è stato direttore generale per l'Economia e la Finanza della Commissione europea, nel periodo di lancio del Sistema Monetario Europeo; risale ad allora la collaborazione con lo stimato Jacques Delors, futuro presidente della Commissione, così come il rapporto con Paul Volcker, presidente della Federal Reserve, con cui avrebbe in seguito discusso approfonditamente della crisi finanziaria del 2008 e alla Volcker rule per la riforma del sistema finanziario americano.

### Vicedirettore generale della Banca d'Italia
Dal 1984 al 1997 Padoa-Schioppa è stato vicedirettore generale della Banca d'Italia.
Nel 1989, quando Jacques Delors diviene presidente della Commissione europea, Carlo Azeglio Ciampi, ormai governatore della Banca d'Italia, affida a Padoa-Schioppa, amico personale di Delors, il ruolo di membro del Comitato Delors, che redige il progetto di Unione economica e monetaria che porterà in dieci anni alla nascita dell'euro.
Nel 1993, quando Ciampi diventa Presidente del Consiglio, Padoa-Schioppa sembra essere destinato a succedergli come governatore della Banca d'Italia, ma gli viene opposta la candidatura del direttore generale della Banca d'Italia Lamberto Dini, e alla fine le forze politiche si accordano sul nome del contitolare di Padoa-Schioppa Antonio Fazio.
Tra il 1997 e il 1998 Padoa-Schioppa ricopre l'incarico di presidente della CONSOB, e comincia l'attività di editorialista sul Corriere della Sera. Era convinto che "l'Europa farà bene all'Italia", anche nei giorni in cui il governo Prodi I introduceva l'eurotassa per raggiungere i traguardi dei criteri di convergenza di Maastricht ed entrare nella moneta unica.
Nel corso della sua attività in Banca d'Italia è stato inoltre:
- Presidente del Comitato consultivo bancario della Commissione europea (1988-1991);
- Presidente del Gruppo di lavoro sui sistemi di pagamento delle banche centrali della Comunità europea (1991-1995);
- Presidente del Comitato di Basilea per la Vigilanza bancaria (1993-1997);
- Presidente del Comitato regionale europeo dello IOSCO, International Organization of Securities Commissions (1997-1998);
- Presidente del FESCO, Forum of the European Securities Commissions (1997-1998);

### Membro del Comitato esecutivo della BCE
Dal 1998 al 2006 ha fatto parte del Comitato esecutivo della Banca centrale europea, su nomina di Prodi e Ciampi, e da lui definita "un'esperienza esaltante". In tale veste è stato un sostenitore della moneta unica nonché il primo a definire l'Euro "una moneta senza uno stato".
Nel 2005 venne di nuovo fatto il nome di Padoa-Schioppa come successore di Antonio Fazio alla Banca d'Italia, ma alla fine le forze politiche scelsero Mario Draghi.
Nel corso della sua attività alla BCE è stato inoltre:
- Presidente del Comitato sui Sistemi di pagamento e regolamento del G10 (2000-2005).
- Presidente dell'International Center for Monetary and Banking Studies di Ginevra (2001-2006).
- Presidente della Fondazione International Accounting Standards Committee (IASC) (2005-2006).
- Senior Fellow dell'Istituto Affari Internazionali (IAI) a Roma e Senior Adviser del Promontory Financial Group (2005-2006).
- Membro del Gruppo dei Trenta e dell'Advisory Board dell'Institute for International Economics di Washington.

### Ministro dell'economia e delle finanze

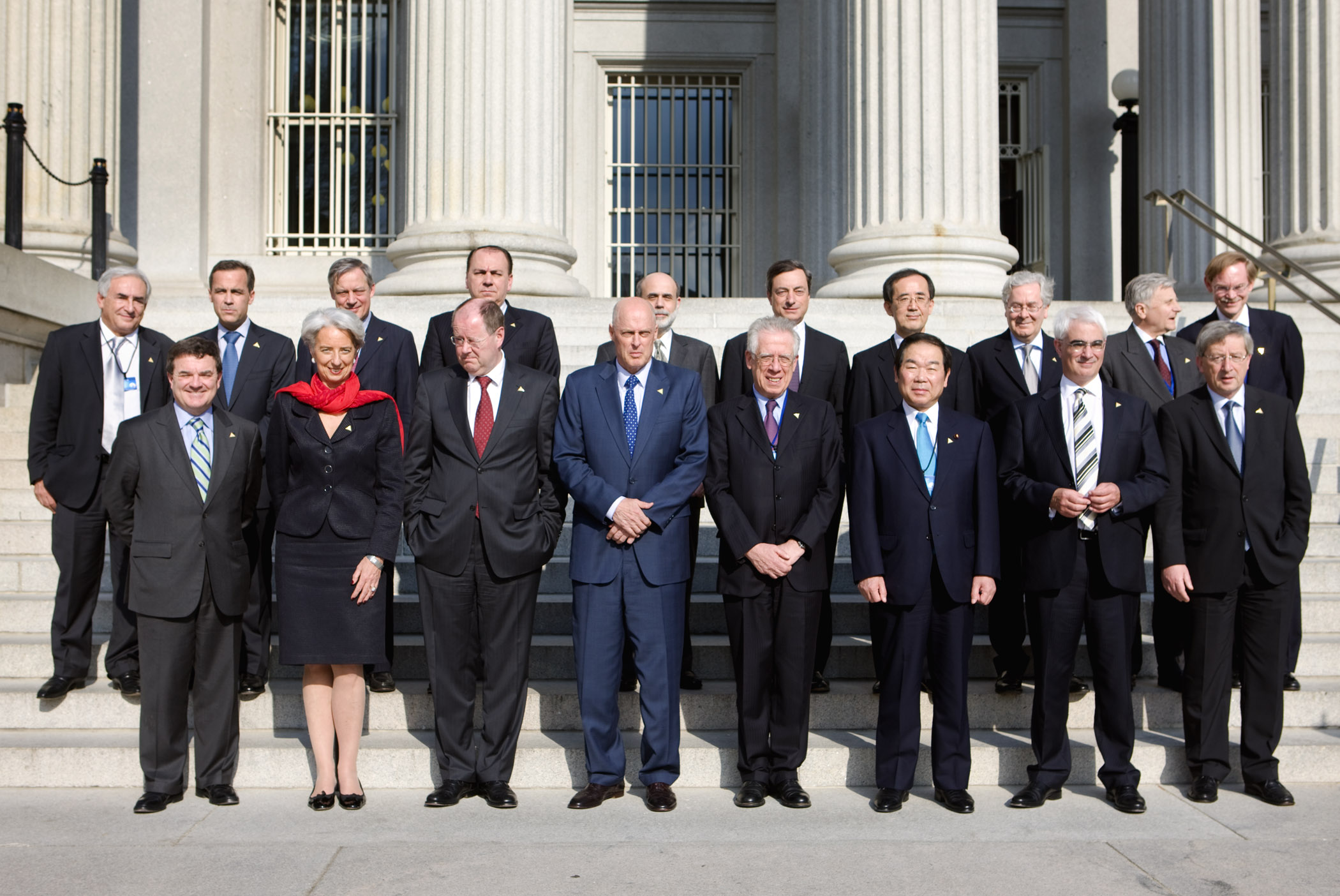
Padoa-Schioppa al G7 della finanza svoltosi a Washington nel 2008

Con la nascita del secondo governo presieduto da Romano Prodi, viene indicato come Ministro dell'economia e delle finanze come indipendente/tecnico, giurando il 17 maggio 2006 nelle mani del neo-Presidente della Repubblica Giorgio Napolitano, incarico che mantiene, con Vincenzo Visco viceministro, fino alla fine prematura del governo il 7 maggio 2008. Prima di questa nomina era stato il presidente dell'Istituto internazionale dei revisori dei conti. Nel corso del suo mandato da ministro l'avanzo primario dell'Italia risalì dallo 0,3% al 3%, il deficit passò dal 4% al 2%, il debito pubblico scese dal 106,5% al 104%, il recupero di imposte evase fu di 20 miliardi, gli investimenti in infrastrutture superarono i 40 miliardi di euro.
Come primo impegno ministeriale affrontò il varo della legge finanziaria 2007: una manovra di notevole portata, etichettata da alcuni come coraggiosa e necessaria per risollevare uno Stato che versava in condizioni economiche non positive, e da altri aspramente criticata.
Divenne famoso il termine "tesoretto" da lui coniato per identificare l'extra-gettito nelle casse statali, dovuto in parte a entrate fiscali non previste e, dall'altra, alla lotta contro l'evasione fiscale che vide un netto incremento di "entrate recuperate" rispetto all'anno precedente.
Introdusse (e fu criticato per questo) il termine, poi divenuto corrente, di "bamboccioni" per segnalare il comportamento di quei giovani che pur avendo un lavoro rimangono in famiglia per ragioni di comodità anziché crearsi una propria indipendenza. Altrettanto criticata fu la sua affermazione che "le tasse sono una cosa bellissima" in quanto consentono allo Stato di finanziare al servizio di tutti alcuni beni pubblici essenziali quali la scuola, le cure mediche, le vie di comunicazione, la tutela del territorio, la ricerca scientifica.
Fece scalpore e destò indignazione questa sua dichiarazione rilasciata nel 2003 "Nell'Europa continentale, un programma completo di riforme strutturali deve oggi spaziare nei campi delle pensioni, della sanità, del mercato del lavoro, della scuola e in altri ancora. Ma dev'essere guidato da un unico principio: attenuare quel diaframma di protezioni che nel corso del Ventesimo secolo hanno progressivamente allontanato l'individuo dal contatto diretto con la durezza del vivere, con i rovesci della fortuna, con la sanzione o il premio ai suoi difetti o qualità".
A gennaio 2008 Padoa-Schioppa chiese la rimozione di Angelo Maria Petroni dal consiglio di amministrazione della Rai, consigliere di nomina del Ministero dell'Economia, nominato dal precedente governo Berlusconi. Allo stesso modo, chiese di rimettere il mandato all'ex-generale della Guardia di Finanza Roberto Speciale. Il TAR del Lazio giudicò in seguito come illegittime tali rimozioni, e le forze politiche del centro-destra presentarono una mozione di sfiducia al Senato della Repubblica verso Padoa-Schioppa, che tuttavia non venne votata per la conclusione della legislatura.

### Incarichi successivi: FMI e consigliere del governo greco
Il 5 ottobre 2007, mentre ancora era ministro del secondo governo Prodi, è nominato presidente del Comitato monetario e finanziario internazionale dell'FMI.
In tale funzione ha fornito un contributo decisivo al varo di un'importante riforma delle quote e dei sistemi di voto dell'Fmi che concede un peso maggiore ai paesi asiatici ed emergenti in generale e adotta un nuovo modello di reddito che razionalizza le spese dell'organismo internazionale.
Dal 3 agosto 2010 è stato uno dei due consiglieri economici del primo ministro greco George Papandreou.
Il 15 dicembre 2010 era entrato nel Consiglio di amministrazione di Fiat Industrial, società del Gruppo Fiat per la produzione di veicoli industriali e macchine agricole.
Nel corso dell'ultimo anno di vita (2010) Padoa-Schioppa promosse, dopo una conferenza a Lovanio ora pubblicata nel volume The Ghost of Bancor, un'importante iniziativa di studio per la riforma del Sistema monetario globale ("Palais Royal Initiative", presieduta da Michel Camdessus).

### Morte
Muore improvvisamente a Roma nella sera del 18 dicembre 2010 all'età di 70 anni per arresto cardiaco dopo avere organizzato una cena. I funerali si sono svolti nella basilica romana di Santa Maria degli Angeli; successivamente la salma è stata tumulata a Canepa di Sori, in provincia di Genova, luogo di residenza della famiglia durante la seconda guerra mondiale.
Nel suo ultimo editoriale, uscito sul Corriere della Sera del 21 novembre 2010, e incentrato sulla crisi di maggioranza del quarto governo Berlusconi, aveva riproposto l'attenzione sulle quattro maggiori "patologie" dell'Italia: il rapporto tra gli elettori e la politica (legge elettorale), il rapporto tra questa e l'informazione (televisioni in primo luogo), il funzionamento della giustizia (indipendenza e tempi dei giudizi), il rapporto tra Nord e Sud (federalismo).

## Ruolo nella creazione dell'euro

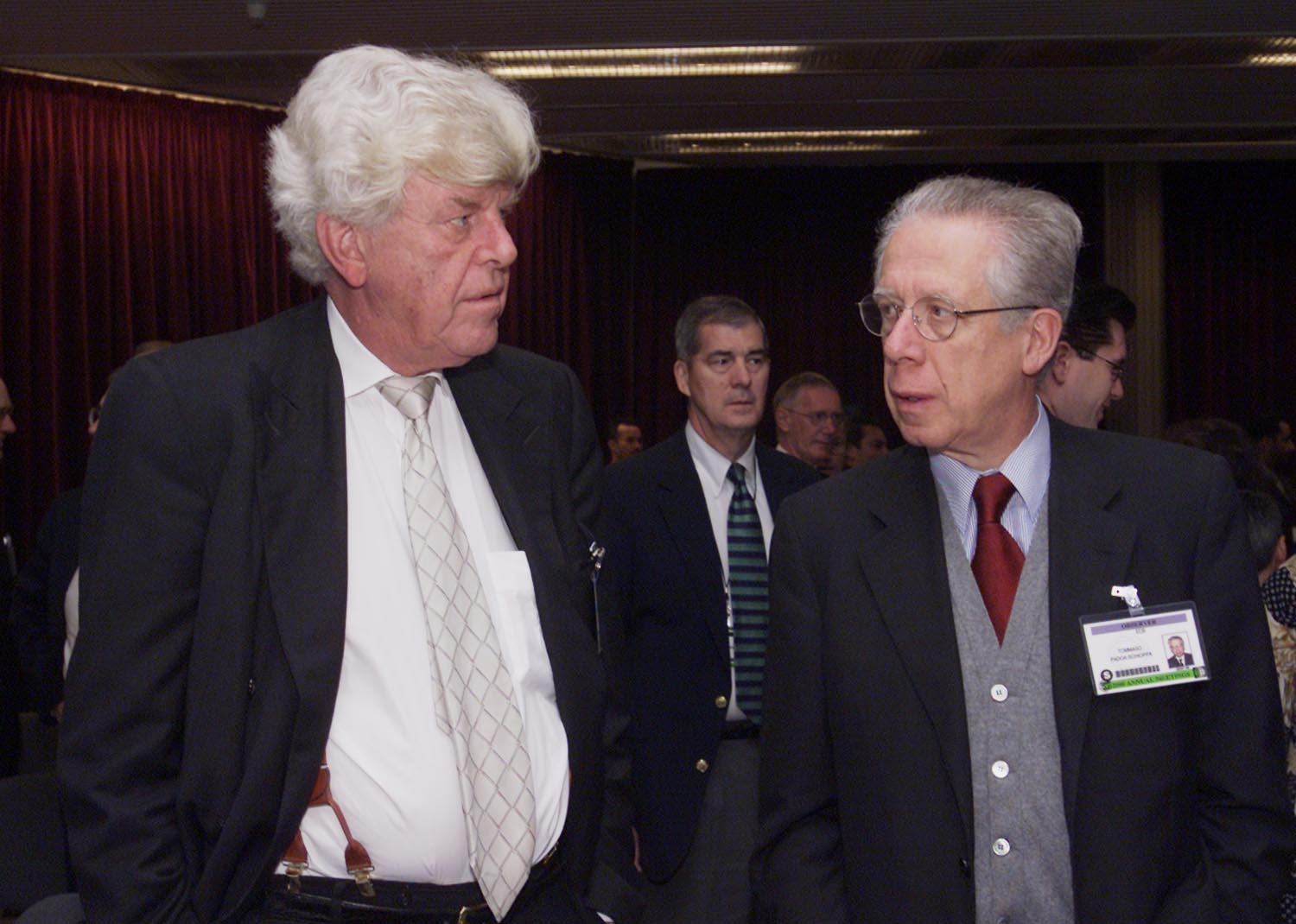
Padoa-Schioppa e Wim Duisenberg ad un congresso internazionale sulla finanza e la moneta nel 2000

Tommaso Padoa-Schioppa è stato definito l'"impeto intellettuale" dietro la nascita dell'euro e "padre fondatore" della nuova moneta. Questo perché in un suo scritto di economia pubblicato nel 1982 fece notare che per un gruppo di Paesi come l'Unione europea era impossibile aspirare contemporaneamente a:
- libero commercio estero;
- mobilità dei capitali;
- politiche monetarie nazionali indipendenti;
- tassi di cambio fissi.

Questi quattro obiettivi, ciascuno dei quali auspicabile in sé, egli li battezzò il "quartetto inconciliabile" (successivamente detto trio inconciliabile). A quell'epoca i vari Paesi della Comunità economica europea mantenevano alcune limitazioni agli scambi e, soprattutto, alla circolazione dei capitali. Queste vennero via via eliminate tramite il programma del Mercato Unico e la liberalizzazione dei movimenti di capitali. Alla fine degli anni ottanta i primi due obiettivi erano stati raggiunti; bisognava scegliere tra gli ultimi due. Nel 1982 Padoa-Schioppa aveva proposto di eliminare il terzo fine (Politiche monetarie indipendenti) e di creare una moneta unica per tutti gli stati appartenenti all'Unione, gestita da un'unica Banca centrale europea. Il Rapporto Delors dell'aprile 1989 appoggiò questo punto di vista proponendo un'Unione Monetaria Europea con un'unica moneta. Padoa-Schioppa si occupò allora della creazione della nuova Banca centrale europea di cui divenne uno dei primi membri del Comitato Esecutivo.
Poco prima della scomparsa aderì al Gruppo Spinelli per il rilancio dell'integrazione europea.
Dopo la sua morte è stato ricordato da numerosi economisti italiani che hanno elogiato la sua personalità; Giorgio Napolitano ha definito Tommaso Padoa-Schioppa come "grande servitore dello Stato" italiano.

## Onorificenze
Ha ricevuto sei lauree honoris causa in economia, due delle quali dalle Università degli Studi di Bergamo e Udine.
Nel 1998 gli è stato conferito il premio San Giusto d'Oro dai cronisti del Friuli-Venezia Giulia.

## Opere
Padoa-Schioppa ha scritto vari libri di economia, molti editi dalla casa editrice il Mulino:
- L'Europa verso l'unione monetaria. Dallo Sme al trattato di Maastricht, Torino, Einaudi, 1992.
- La moneta e il sistema dei pagamenti, Bologna, il Mulino, 1992.
- Il governo dell'economia, Bologna, il Mulino, 1997.
- Europa, forza gentile, Bologna, il Mulino, 2001. Premio speciale Giuseppe Acerbi 2003, per la saggistica[27].
- Dodici settembre. Il mondo non è al punto zero, Milano, Rizzoli, 2002.
- La lunga via per l'euro, Bologna, il Mulino, 2004.
- L'euro e la sua banca centrale. L'unione dopo l'Unione, Bologna, il Mulino, 2004.
- (EN)  Regulating finance. Balancing freedom and risk, Oxford; New York, Oxford University Press, 2004. Ed. italiana: Regole e finanza. Contemperare libertà e rischi, Bologna, il Mulino, 2011.
- Europa una pazienza attiva. Malinconia e riscatto del Vecchio Continente, Milano, Rizzoli, 2006.
- Italia, una ambizione timida. Classe dirigente e rischi di declino, Milano, Rizzoli, 2007.
- La veduta corta. Conversazione con Beda Romano sul grande crollo della finanza, Bologna, il Mulino, 2009.
- Due anni di governo dell'economia, maggio 2006 - maggio 2008, a cura di C. Fenu e A. Padoa-Schioppa, Bologna Il Mulino 2011
- Scritti per il Corriere della Sera, 1984-2010, Fondazione Corriere della Sera, 2011
- The Ghost of Bancor, Essays on the Crisis, Europe and the Global Monetary Order, Bologna 2017, Il Mulino